# Secondo Ponzio Pilato (film)
Secondo Ponzio Pilato è un film del 1987 scritto e diretto da Luigi Magni. La colonna sonora è stata curata da Angelo Branduardi.

## Trama
Gerusalemme anno 33 d.C. Dopo la morte in croce di Gesù, la coscienza di Ponzio Pilato non è in pace. La moglie Claudia, convinta dell'innocenza di Gesù, accusa Pilato e i sommi sacerdoti di essere stati gli artefici della morte del Maestro, e decide inizialmente di tornare a Roma. Ma Gesù aveva fatto una promessa, che dopo 3 giorni sarebbe resuscitato dai morti, così Claudia decide di aspettare per vedere se fosse vero quanto promesso. Gesù resuscita e la moglie di Pilato, il centurione Valeriano, Giuseppe d'Arimatea e altre guardie romane si mettono alla ricerca del Messia, tornato in Galilea dove aveva predicato prima della morte in croce. Pilato, che non trova pace, si muove alla ricerca della moglie e del centurione, recandosi perfino da Erode, fino a quando non li ritrova ad ascoltare in ginocchio le parole del Maestro. Deciso ad arrestarli tutti per sedizione, Pilato assiste all'ascensione al cielo di Gesù.
Tornato a Gerusalemme vi arriva dopo che la popolazione è stata massacrata dall'imperatore Tiberio, il quale, giuntovi per essere guarito dalla lebbra che lo ha colpito, proprio da Gesù, scopre che il "guaritore" è stato giustiziato. Il governatore Pilato, reo di aver condannato chi avrebbe potuto guarire l'imperatore, è destituito ed arrestato in attesa della condanna.
Durante la permanenza in carcere l'ex procuratore di Palestina incontra ancora una volta Barabba che, memore del fatto che Pilato l'ha graziato lasciando che Gesù fosse condannato al suo posto, per sdebitarsi promette di aiutarlo a guarire Tiberio e gli fa dono di un panno su cui è impressa l'immagine del Cristo che, a suo dire, sarà capace di guarire la malattia dell'imperatore.
Pilato compie il miracolo e Tiberio cerca in tutti i modi di salvarlo, ma ora è l'ex Governatore a non accettare il suo aiuto in quanto, ormai certo dell'innocenza di Gesù, arriva alla conclusione che la condanna di quell'innocente deve ricadere su chi l'ha decretata e non su tutto il popolo ebreo. L'imperatore, pur non comprendendo la richiesta, accetta di esaudirla e Pilato chiede di morire decapitato con una moneta in bocca, l'obolo per Caronte secondo la tradizione pagana.
Il film si conclude con una frase dell'angelo che proclama che "tutte le generazioni ti chiameranno beato perché sotto di te hanno avuto compimento le cose preannunciate dai profeti e tu stesso come Suo testimone comparirai quando tornerà a giudicare tutti quelli che non hanno confessato il Suo nome".

## Critica
Morando Morandini, nel suo Dizionario dei film, scrive: «Guidato dal vecchio complice, N. Manfredi fa un Pilato ciociaro, scettico e pigro, in un film serio, interessante e persino coraggioso. La parte storica è ineccepibile, il resto meno.»

## Riconoscimenti
- 1988 - Globo d'oro
  - Miglior attore a Nino Manfredi
- 1988 - Nastro d'argento
  - Nomination Migliore attrice protagonista a Stefania Sandrelli